# Rhopaluridae
Famille
Synonymes
- Orthonectidae Hartmann, 1925

Les Rhopaluridae sont une famille d'orthonectides. 

## Description
Ce sont des animaux bilatériens parasites d'invertébrés marins.

## Liste des genres
Selon Kozloff :
- Ciliocincta Kozloff, 1965
- Intoshia Giard, 1877
- Rhopalura Giard, 1877
- Stoecharthrum Caullery & Mesnil, 1899

## Publication originale
- Stunkard, 1937 : The physiology, life cycles and phylogeny of the parasitic flatworms. American Museum novitates, n. 908, p. 1-27.
- Hartmann, 1925 : Mesozoa. Handbuch der Zoologie, vol. I, p. 996-1014.